# 苏阿尔
苏阿尔（Suar），是印度北方邦Rampur县的一个城镇。总人口26142（2001年）。

## 人口
该地2001年总人口26142人，其中男性13882人，女性12260人；0—6岁人口4885人，其中男2528人，女2357人；识字率27.65%，其中男性为33.98%，女性为20.48%。